# Gare de L'Isle - Fontaine-de-Vaucluse
Pour les articles homonymes, voir Gare de Fontaine.
La gare de L'Isle - Fontaine-de-Vaucluse est une gare ferroviaire française des lignes d'Avignon à Miramas et d'Orange à L'Isle-Fontaine-de-Vaucluse, située sur le territoire de la commune de L'Isle-sur-la-Sorgue, à huit kilomètres par la route de Fontaine-de-Vaucluse, dans le département de Vaucluse, en région Provence-Alpes-Côte d'Azur.
Elle est mise en service en 1868 par la Compagnie des chemins de fer de Paris à Lyon et à la Méditerranée (PLM). C'est une gare de la Société nationale des chemins de fer français (SNCF) du réseau TER PACA desservie par des trains régionaux.

## Situation ferroviaire
La gare de L'Isle - Fontaine-de-Vaucluse est située au point kilométrique (PK) 23,240 de la ligne d'Avignon à Miramas, entre les gares du Thor et de Cavaillon. Ancienne gare de bifurcation, elle était également située au PK 38,0 de la ligne d'Orange à L'Isle-Fontaine-de-Vaucluse, partiellement déclassée. Son altitude est de 59 m.

## Histoire
La « gare de L'Isle » est mise en service le 29 décembre 1868 par la Compagnie des chemins de fer de Paris à Lyon et à la Méditerranée (PLM), lorsqu'elle ouvre à l'exploitation « l'embranchement d'Avignon à Cavaillon ». Elle est ouverte aux services de grande et de petite vitesse. Des billets d'aller et retour à prix réduit, pour Avignon, sont proposés tous les jours aux voyageurs.
La « gare de L'Isle-sur-Sorgue » figure dans la nomenclature 1911 des gares, stations et haltes, de la Compagnie des chemins de fer de Paris à Lyon et à la Méditerranée. Elle porte le no 12 de la ligne d'Avignon à Miramas, par Salon et le n°24 de la ligne d'Orange à L'Isle-sur-Sorgue. C'est une gare, pouvant expédier et recevoir des dépêches privées, qui dispose des services complets, de la grande vitesse (GV) et de la petite vitesse (PV).
Durant la période 1880-1881, la gare a été « complètement restaurée et modifiée en partie », puis, des travaux sont entrepris pour l'allongement du quai couvert.
Elle devient une gare de bifurcation le 3 novembre 1894 lors de l'ouverture à l'exploitation, par le PLM, de la ligne d'Orange à l'Isle - Fontaine-de-Vaucluse.
Une voie de débord est établie en 1933.
Elle perd de l'importance avec la fermeture du trafic voyageurs sur la ligne d'Orange à l'Isle - Fontaine-de-Vaucluse le 2 octobre 1938, puis la fermeture au trafic marchandises du tronçon de Velleron à L'Isle - Fontaine-de-Vaucluse, vers 1955.

## Service des voyageurs

### Accueil
Gare SNCF, elle dispose d'un bâtiment voyageurs, avec un guichet ouvert tous les jours. Elle est notamment équipée d'un automate pour l'achat de titres de transport.
Elle possède deux quais dont le premier, qui donne sur la voie 1, n'est pas utilisé, car cette voie est terminus en gare ; des barrières y ont été posées. Le deuxième quai dispose d'un abri et de bancs. Sur la voie 2, s'arrêtent les trains en direction de Marseille ou de Miramas ; sur la voie 3, s'arrêtent les trains en direction d'Avignon. Une passerelle permettant de passer de la voie 1 à la voie 2 a été construite en 2017 à la suite d'un accident au cours duquel un homme a été percuté par un train alors qu'il traversait les voies sur le passage prévu.

### Desserte
L'Isle - Fontaine-de-Vaucluse est une gare régionale du réseau TER PACA desservie par des trains de la relation de Avignon-Centre ou Avignon TGV à Marseille-Saint-Charles ou Miramas.

### Fréquentation
Le nombre annuel de voyageurs est relativement stable, s'établissant entre 140 000 et 170 000 environ depuis 2015 (hors pandémie de Covid-19 en France), ce qui en fait la sixième ou septième gare de Vaucluse en termes de fréquentation.
| 2015    | 2016    | 2017    | 2018    | 2019    | 2020   | 2021    | 2022    |
| ------- | ------- | ------- | ------- | ------- | ------ | ------- | ------- |
| 165 896 | 158 846 | 167 058 | 140 170 | 153 294 | 90 311 | 129 368 | 171 167 |

### Intermodalité
Un parking est aménagé à proximité. Plusieurs lignes du réseau régional Zou ! s'arrêtent à proximité de la gare. En 2019, la mairie présente un projet de réaménagement du parking et de création d'un pôle d'échanges, dont la réalisation aurait dû démarrer en 2020. En 2023, ce projet semble abandonné.

## Service des marchandises
La gare de L'Isle - Fontaine-de-Vaucluse a été fermée au service des marchandises le 1er février 2006.